# Международная ассоциация русскоговорящих учёных
Международная ассоциация русскоговорящих учёных RASA (англ. Russian-speaking Academic Science Association) — некоммерческая неправительственная ассоциация, объединяющая русскоговорящих учёных за рубежом. Основанная в 2008 году, RASA в настоящее время[когда?] является консорциумом трёх самостоятельных и юридически независимых региональных организаций: американской (Русско-Американская научная ассоциация RASA-America), азиатско-тихоокеанской (RASA-Asia), и европейской (RASA-Europe), образованных по месту нахождения учёных. В целом ассоциация включает более 600 членов, в том числе многих известных русскоговорящих ученых, а также инноваторов и предпринимателей в области высоких технологий из стран бывшего Советского Союза, которые работают за пределами России.
Целью ассоциации является сохранение, укрепление и развитие единого интеллектуального и культурного пространства русскоговорящего научного сообщества. Ассоциация ставит себе задачи по обмену знаниями и международным опытом в области науки и образования, инициированию и координации совместных проектов, поддержке и совершенствованию профессиональной деятельности членов ассоциации в области науки, образования и технологий, а также экспертной и просветительской работе с целью информирования общества о научных достижениях и инновациях.

## Направления деятельности
Основные направления деятельности Ассоциации включают следующие:
- проведение ежегодных научных конференций
- присуждение премии имени Георгия Гамова
- проведение просветительских чтений: Ломоносовские (2011), Вернадские (2013), Менделеевские (2014), Бакулевские (2015)
- информирование общества о работе русскоговорящих ученых за рубежом
- сохранение памяти о вкладе русскоговорящих ученых в мировую науку и образование
- участие в международном научном сотрудничестве

RASA помогает членам ассоциации сотрудничать с учеными и научно-образовательными организациями России по следующим направлениям:
- экспертиза проектов Министерства образования и науки РФ, Роснано, фонда «Сколково», Сколтеха
- научные центры, созданные в университетах России с участием RASA в Санкт-Петербурге, Томске, Казани
  - Центр RASA в СПбПУ (2014, директор Вячеслав Сафаров, Франция): кластер из 6 новых лабораторий
  - Центр RASA в Томске (2015, директор Елена Аточина-Вассерман, США): объединяет Томский Университет и Томский Политехнический Университет
  - Центр RASA в Казани (2016, директор Рустем Литвинов, США): на базе Казанского Федерального Университета
- International Center for Advanced Studies (ICAS)
- сохранение связи с членами ассоциации, вернувшимися для работы в РФ

## История
В октябре 2008 года российские ученые, работающие вне стран бывшего Советского Союза, встретились на своем Первом Международном Семинаре на острове Поркероль вблизи Марселя, Франция. Они договорились о необходимости совместной организации для обмена знаниями и международным опытом в области науки и образования, и координации совместных научных проектов. В процессе работы выделились три самостоятельных юридически оформленных отделения по месту нахождения членов: европейская, американская и азиатско-тихоокеанская.
25 февраля 2022 ассоциация опубликовала заявление против российского военного вторжения в
```
Украину.
```

## Региональные организации
Международная ассоциация русскоговорящих учёных RASA является объединением трёх юридически независимых и полностью самостоятельных региональных организаций:
- RASA-America Американская организация RASA (Русско-Американская научная ассоциация RASA-USA), зарегистрирована в Бостоне, США в 2008 году
- RASA-Asia: Азиатско-тихоокеанская организация RASA, зарегистрирована в Сингапуре в 2017 году
- RASA-Europe: Европейская организация RASA, зарегистрирована в Париже, Франция в 2008 году

## Президенты RASA
Региональные организации RASA координируют свою деятельность с помощью Международного координационного комитета, который создан региональными организациями для решения общих задач. В комитет входят президенты региональных организаций и другие их представители, а также президент RASA, избираемый из числа членов RASA.
Президентом Международного координационного комитета RASA с 2016 года является:
- Игорь Ефимов (США)

Каждая региональная организация RASA полностью самостоятельна и управляется координационным советом во главе с президентом региональной организации. В настоящее время президентами организаций RASA в регионах являются:
- Татьяна Бронич (Северо-Восточный Университет, США, президент RASA-America
- Леонид Кривицкий (Институт сохранения данных, Сингапур), президент RASA-Asia
- Виктор Ерохин (Пармский университет, Италия), президент RASA-Europe

Президентами RASA в предыдущие годы были:
- 2008—2010 Вячеслав Сафаров (Франция)
- 2011—2013 Борис Чичков (Германия)
- 2014—2016 Владимир Шильцев (США)

RASA-Europe:
- 2010—2012 Борис Чичков (Германия)
- 2012—2013 Константин Арутюнов (Финляндия)
- 2014—2015 Глеб Сухоруков (Великобритания)
- 2016—2017 Мария Дубенская (Франция)

RASA-USA:
- 2008—2010 Игорь Ефимов (США)
- 2010—2012 Владимир Шильцев (США)
- 2012—2014 Артем Оганов (США)
- 2014—2016 Николай Васильев (США)
- 2016—2018 Валерий Фокин (США)
- 2018—2020 Александр Кабанов (Университет Северной Каролины в Чапел Хилл, США)

## Конференции RASA-America
Ежегодная конференция Русско-Американской научной ассоциации RASA-America (Russian-American Science Association) является площадкой для встреч и обмена мнениями ученых, администраторов науки, инноваторов и предпринимателей. На конференции выступают с докладами по разным областям науки русскоговорящие ученые из США и других стран. Проводятся панельные сессии и дискуссии по вопросам международного научного сотрудничества, транснациональной мобильности ученых, глобального образования, коммерциализации результатов академических исследований и поддержки научной молодежи.
VI Конференция RASA-USA проходила в здании Инженерного факультета Университета Джорджа Вашингтона в столице США, г. Вашингтон, 7-8 ноября 2015 года. Конференция была посвящена 111-й годовщине со дня рождения советского и американского ученого Георгия Антоновича Гамова. В Конференции принимали участие министр образования и науки Российской Федерации Д. В. Ливанов, посол Российской Федерации в США С. И. Кисляк, представители Национальных институтов здоровья США, Национального научного фонда США, Национального института стандартов и технологий США, Министерства экономического развития Российской Федерации, Российских институтов развития, научные и инвестиционные фонды, ведущие американские и российские вузы.
VII Конференция RASA-USA была посвящена 110-й годовщине со дня рождения советского ученого-конструктора Сергея Королёва и 55-й годовщине полета Юрия Гагарина в космос. Она проходила 5-6 ноября 2016 года на территории кампуса Калифорнийского университета в Лос-Анджелесе при поддержке кафедры физики и астрономии этого университета. Участников конференции приветствовала дочь С. П. Королева — Наталья Сергеевна. Космонавт-испытатель Научно-исследовательского испытательного центра подготовки космонавтов имени Ю. А. Гагарина Александр Мисуркин представил доклад о Международной космической станции и научных исследованиях в условиях невесомости. Доклад академика Льва Зелёного был посвящен перспективам российской космической программы и освоению дальнего космоса. С докладами также выступили лауреат Филдсовской премии Е. И. Зельманов и другие известные ученые. Состоялись панельные дискуссии об участии русскоговорящей научной диаспоры в развитии российской науки и образования.
VIII Конференция RASA-USA прошла 4-5 ноября 2017 года в Чикаго, в историческом Lincoln Hall на кампусе Северо-Западного университета и была посвящена 150-летию дня рождения российского-американского ученого-химика Владимира Ипатьева. Участников конференции приветствовали президент РАН А.Сергеев, посол Российской Федерации в США А. И. Антонов, Вице-президент Северо-Западного университета Jay Walsch, а также космонавт Герой России Александр Мисуркин, который записал обращение с орбиты Международной Космической Станции. 23 научных доклада были посвящены современным успехам в развитии химии (Ипатьевская сессия), биологии (Вавиловская сессия), физики (Абрикосовская сессия) и математики и экономики (Леонтьевская сессия). Кроме того прошла сессия молодых ученых и панельные дискуссии об ассоциациях выпускников Российских ВУЗов и участии русскоговорящей научной диаспоры в развитии российской науки и образования.
IХ Конференция RASA-America прошла 2-4 ноября 2018 года в Вашингтоне в Американском Университете и Университете Джорджа Вашингтона в Вашингтоне, Округ Колумбия, США. Председатель конференции — Александр Кабанов, Председатель Оргкомитета — Игорь Ефимов; Председатель Программного Комитета — Владимир Шильцев; Председатель комитета по Гамовской премии — Вадим Гладышев. Неофициальное название ассоциации заменено на RASA-America. Президентом RASA-America избран Александр Кабанов.

## Премия RASA-USA имени Георгия Гамова
Премия имени советского и американского физика Георгия Гамова вручается ежегодно на конференции RASA-USA с 2015 года. За это время премии были удостоены:
в 2015 году:
- профессор Игорь Ефимов (Университет Джорджа Вашингтона, США)
- профессор Владимир Зельман (Университет Южной Калифорнии, США)

в 2016 году:
- академик Роальд Сагдеев (Университет Мэриленда, США)
- профессор Владимир Шильцев (Национальная ускорительная лаборатория им. Э. Ферми, США)

в 2017 году:
- профессор Александр Кабанов (Университет Северной Каролины в Чапел-Хилл, США и Московский государственный университет, Россия) «За цикл работ, положивших начало использованию полимерных наноматериалов для доставки лекарств и нуклеиновых кислот в клетку»

- профессор Артем Оганов (Сколковский институт науки и технологий, Россия и Универтситет Нью-Йорка в Стони Брук, США) «За вклад в создание методов теоретического дизайна новых материалов и предсказания структуры и свойств вещества при высоких давлениях, а также за активное участие в становлении и развитии Ассоциации RASA»

в 2018 году:
- профессор Андрей Линде (Стэнфордский университет, США и Московский государственный университет, Россия)[8] «за разработку инфляционной модели Вселенной»

- кандидат биологических наук Евгений Кунин (Национальный центр биотехнологической информации, США и Московский государственный университет, Россия)[9] «за фундаментальный вклад в развитие эволюционной биологии»

в 2019 году:
- профессор Валерий Фокин (Университет Южной Калифорнии, США)[11] «за пионерские химические исследования и разработку эффективных методов конструирования химических веществ»

- профессор Вера Серганова (Калифорнийский университет в Беркли)[12] «за выдающиеся работы по теории представлений супералгебр Ли»

в 2020 году:
- профессор Юрий Гогоци (Университет Дрекселя, США)[14] «за открытие и синтез наноматериалов с варьируемой структурой и многолетний вклад в развитие международного научного сотрудничества»

- профессор Михаил Лукин (Гарвардский университет, США) «за оригинальные разработки в области квантовой физики, включая квантовый компьютер, и за вклад в организацию Российского квантового центра»

в 2021 году:
- профессор Марк Липовецкий (Колумбийский университет, США) «за оригинальные исследования современной русской литературы, в частности постмодернизма, в широком культурном контексте»

- профессор Вадим Гладышев (Гарвардский университет, США) «за исследования селенобелков и молекулярных механизмов старения, а также за вклад в развитие международного научного сотрудничества»

## Участие в программе научных мегагрантов
Члены RASA принимают участие в программе научных мегагрантов Правительства России. В число победителей конкурсов мегагрантов, открывших научные лаборатории в России, входят ряд членов ассоциации:
- Гладышев В. Н. — Лаборатория белкового синтеза МГУ им. М. В. Ломоносова (5-й конкурс, 2016 г.)[16]
- Захаров В. Е. — Лаборатория нелинейных волновых процессов НГУ (1-й конкурс, 2010 г.)[17]
- Кабанов А. В. — Лаборатория химический дизайн бионаноматериалов для медицинских применений МГУ им. М. В. Ломоносова (1-й конкурс, 2010 г.)[18][19][20]
- Лукьянчук Б. С. — Лаборатория нелинейной и экстремальной нанофотоники МГУ им. М. В. Ломоносова (5-й конкурс, 2016 г.)[16]
- Оганов А. Р. — Лаборатория: Компьютерный дизайн материалов МФТИ (3-й конкурс, 2013 г.)[21][22][23]
- Сухоруков Г. Б. — Лаборатория дистанционно управляемых систем для тераностики СГУ им. Н. Г. Чернышевского (4-й конкурс, 2014 г.)[24]
- Турицын С. К. — Лаборатория нелинейной фотоники НГУ (3-й конкурс 2012 г.)[25]
- Фокин В. В. — Лаборатория химического синтеза и катализа МФТИ (3-й конкурс 2012 г.)[26][27][28]
- Фотиади А. А. — Лаборатория квантовой электроники и оптоэлектроники НИТИ им. С. П. Капицы (3-й конкурс 2012 г.)[29]
- Чичков Б. Н. — Лаборатория лазерной наноинженерии Института проблем лазерных и информационных технологий РАН (3-й конкурс 2012 г.)[30]

## RASA в СМИ
- Договоренность о взаимодействии РАН и RASA
- Выступление Министра Образования РФ на конференции RASA
- RASA-USA награждена Торгпредством России в США